# 오안초등학교 삼마치분교
오안초등학교 삼마치분교는 대한민국 강원특별자치도 홍천군 홍천읍 삼마치리 681-1에 있었던 공립 초등학교이다.

## 연혁
- 1954. 3. 7 오안국민학교 삼마치분교 개교
- 1996. 3. 1 오안초등학교 봉산분교장 개칭
- 1998. 3. 1 오안초등학교 삼마치분교 폐교